# Unterseeboot 923
L'Unterseeboot 923 ou U-923 est un sous-marin allemand (U-Boot) de type VIIC utilisé par la Kriegsmarine pendant la Seconde Guerre mondiale.
Le sous-marin fut commandé le 6 juin 1941 à Rostock (Neptun Werft (en)), sa quille fut posée le 21 février 1942, il fut lancé le 7 août 1943 et mis en service le 4 octobre 1943, sous le commandement de l'Oberleutnant zur See Heinz Frömmer.
L'U-923 n'a, ni coulé, ni endommagé de navire ayant pris part à aucune patrouille de guerre.
Il coule touché par des mines en février 1945.

## Conception
Unterseeboot type VII, l'U-923 avait un déplacement de 769 tonnes en surface et 871 tonnes en plongée. Il avait une longueur totale de 67,10 m, un maître-bau de 6,20 m, une hauteur de 9,60 m et un tirant d'eau de 4,74 m. Le sous-marin était propulsé par deux hélices de 1,23 m, deux moteurs diesel Germaniawerft M6V 40/46 de 6 cylindres en ligne de 1 400 cv à 470 tr/min, produisant un total de 2 060 à 2 350 kW en surface et de deux moteurs électriques Brown, Boveri & Cie GG UB 720/8 de 375 cv à 295 tr/min, produisant un total 550 kW, en plongée. Le sous-marin avait une vitesse en surface de 17,7 nœuds (32,8 km/h) et une vitesse de 7,6 nœuds (14,1 km/h) en plongée. Immergé, il avait un rayon d'action de 80 milles marins (150 km) à 4 nœuds (7,4 km/h; 4,6 milles par heure) et pouvait atteindre une profondeur de 230 m. En surface son rayon d'action était de 8 500 milles nautiques (soit 15 700 km) à 10 nœuds (19 km/h).
 L'U-923 était équipé de cinq tubes lance-torpilles de 53,3 cm (quatre montés à l'avant et un à l'arrière) et embarquait quatorze torpilles. Il était équipé d'un canon de 8,8 cm SK C/35 (220 coups) et d'un canon antiaérien de 20 mm Flak. Il pouvait transporter 26 mines TMA ou 39 mines TMB. Son équipage comprenait 4 officiers et 40 à 56 sous-mariniers.

## Historique
Il suit son temps d'entraînement initial à la 23. Unterseebootsflottille jusqu'à son naufrage.
L'U-923 quitte Travemünde le 6 février 1945 pour Kiel. Il coule le 9 février 1945 dans la Baie de Kiel en mer Baltique, à la position 54° 31′ N, 10° 18′ E, heurté par une mine dans le champ britannique Forgetmenot.
Les quarante-huit membres d'équipage meurent dans ce naufrage. Les corps de trois membres d'équipage sont retrouvés et enterrés sur l'île danoise d'Ærø le 11 février.
Son épave a été découverte pendant des travaux de déblaiement en 1952. Elle fut renflouée en janvier 1953 et démolie.

## Affectation(s)
- 23. Unterseebootsflottille du 4 octobre 1943 au 9 février 1945 (Période de formation).

## Commandement
- Oberleutnant zur See Heinz Frömmer du 4 octobre 1943 au 9 février 1945.